# Kheïri Oued Adjoul
Kheiri Oued Adjoul (în arabă خيري وادي عجول) este o comună din provincia Jijel, Algeria.
Populația comunei este de 4.582 de locuitori (2008).